# Sergio Montanari
Pour les articles homonymes, voir Montanari.
Sergio Montanari, né à Rome le 22 octobre 1937 et mort dans cette ville le 23 mars 1999 , est un monteur italien. Il a commencé sa carrière comme rédacteur en chef adjoint à la fin des années 1950 dans des films tels que Écoute-moi et L'Épée et la Croix. Il a participé à plus de 150 productions.

## Filmographie partielle

### Au cinéma
- 1966 : Per qualche dollaro in meno de Mario Mattoli
- 1966 : Django
- 1966 : Texas Adios
- 1966 : Les Ogresses (Le Fate) sketch (Fata Sabina)
- 1967 : Le Temps des vautours (10.000 dollari per un massacro) de Romolo Guerrieri
- 1968 : Cinq Gâchettes d'or
- 1968 : L'Amour à cheval
- 1968 : Pas de pitié pour les salopards
- 1969 : Cinq Hommes armés
- 1969 : Pleins Feux sur l'archange (L'arcangelo)
- 1969 : L'amica d'Alberto Lattuada
- 1970 : Venez donc prendre le café chez nous
- 1970 : Nini Tirebouchon (Ninì Tirabusciò, la donna che inventò la mossa) de Marcello Fondato
- 1971 : Ma femme est un violon
- 1972 : Le Diable dans la tête (Il diavolo nel cervello) de Sergio Sollima
- 1973 : Malicia
- 1973 : Avril rouge (Il giorno del furore) d'Antonio Calenda
- 1974 : Attention, on va s'fâcher !
- 1975 : Colère noire (La città sconvolta: caccia spietata ai rapitori) de Fernando Di Leo
- 1976 : Scandalo de Salvatore Samperi
- 1976 : Le Bataillon en folie de Salvatore Samperi
- 1976 : ...e tanta paura de Paolo Cavara
- 1977 : Nenè
- 1980 : Plus il est con, plus il s'en donne l'air (Fantozzi contro tutti)
- 1981 : Fracchia la belva umana
- 1981 : Rosa, chaste et pure
- 1982 : Sogni mostruosamente proibiti
- 1982 : Une de trop (Una di troppo) de Pino Tosini
- 1983 : Io, Chiara e lo Scuro de Maurizio Ponzi
- 1983 : Fantozzi subisce ancora
- 1983 : Son contento de Maurizio Ponzi
- 1985 : Fracchia contro Dracula
- 1985 : La donna delle meraviglie d'Alberto Bevilacqua
- 1985 : L'Enchaîné
- 1985 : Les Aventures d'Hercule
- 1986 : Superfantozzi
- 1988 : Fantozzi va in pensione
- 1989 : Paganini Horror
- 1990 : Fantozzi alla riscossa
- 1991 : Malicia 2000
- 1992 : Infelici e contenti
- 1992 : Sognando la California de Carlo Vanzina
- 1993 : Fantozzi in paradiso
- 1996 : Fantozzi – Il ritorno
- 1998 : Cucciolo de Neri Parenti